# Hermann Aron
Hermann Aron (Kępno, Província de Posen, atualmente Polônia, 1 de outubro de 1845 — Charlottenburg, 29 de agosto de 1913) foi um engenheiro eletricista alemão.

## Vida

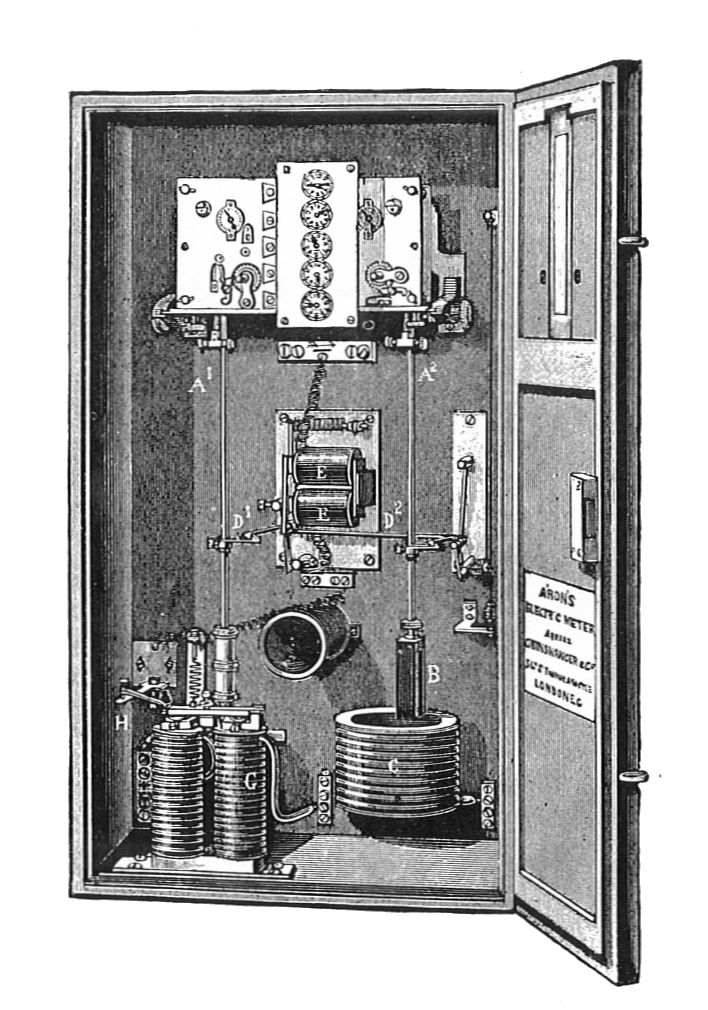
Primeiro medidor de energia elétrica de Hermann Aron

Nasceu em uma Shtetl, filho de um atacadista e chazan judeu, que pretendia educá-lo para ser um escriba judeu. Abastados parentes seus possibilitaram-lhe frequentar a partir de 1862 o Köllnische Gymnasium em Berlim, a após o Abitur em 1867 estudar na Universidade de Berlim. Aron começou a estudar medicina, mas no terceiro semestre decidiu estudar matemática. Foi aluno de, entre outros, Karl Weierstrass, Heinrich Wilhelm Dove e August Wilhelm von Hofmann. Em 1870 foi estudar na Universidade de Heidelberg, onde foi discípulo de, entre outros, Hermann von Helmholtz e Gustav Kirchhoff. Após formar-se em 1872 retornou a Berlim, onde foi assistente no laboratório de física da atual Universidade Técnica de Berlim.
Obteve um doutorado em 1873 na Universidade de Berlim, orientado por Gustav Kirchhoff, com habilitação em 1876 sobre sistemas de medida elétrica. Aron foi então privatdozent e lecionou na Escola de Engenharia e Artilharia do exército prussiano
Em 1884 inventou o "medidor de pêndulo de Aron", do qual obteve patente. Sua oficina tornou-se então uma firma de renome internacional.

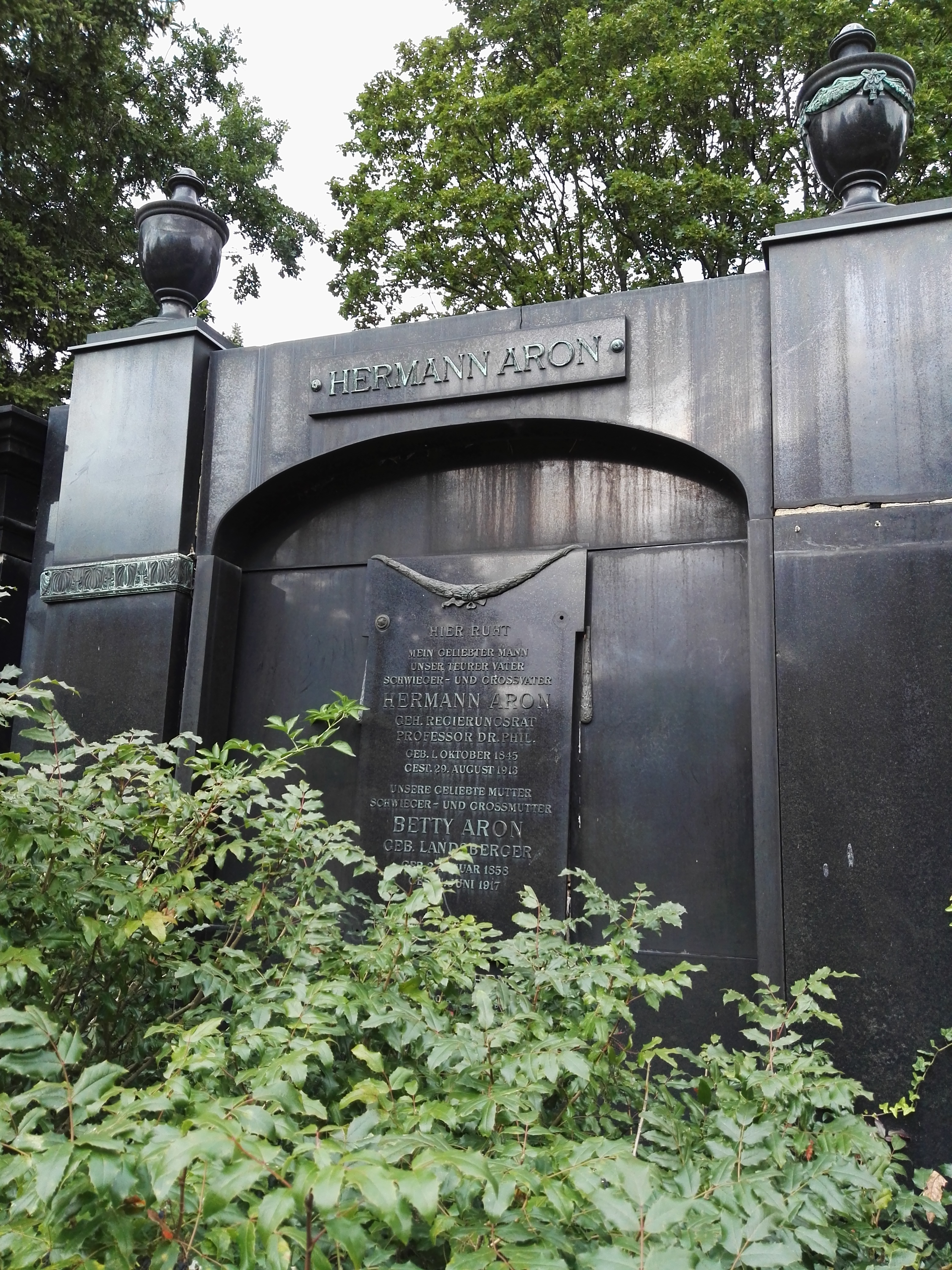
Sepultura de Hermann Aron no Cemitério Judaico Berlim Weißensee

Está sepultado no Cemitério Judaico Berlim Weißensee.